# Axel Hasselrot (jurist)
Axel Emmanuel Hasselrot, född 11 december 1883, död 9 augusti 1945, var en svensk jurist. Han var son till Carl Birger Hasselrot.
Hasselrot, som var specialist på patenträttsliga frågor, blev bergsingenjör 1905 och juris kandidat 1911. Han var byrådirektör i Patent- och registreringsverket 1914–1924, samt docent vid Stockholms högskola i läran om industriellt rättsskydd från 1929. Från 1924 innehade Hasselrot en egen patentbyrå i Stockholm. Han anlitades vid patentlagstiftning 1914, 1918 och var Sveriges representant vid patenträttsliga kongresser 1925–1926. Bland hans skrifter märks Patenträttsliga uppsatser (1914), Om försvars- och krigsåtgärder på det industriella rättsskyddets område (1918), Om den s.k. vetenskapliga äganderätten (1928).
Axel Hasselrot blev riddare av Vasaorden 1920 och av Nordstjärneorden 1944. Han är begraven på Skogskyrkogården i Stockholm.